# Tetanoceroides fulvithorax
Tetanoceroides fulvithorax är en tvåvingeart som beskrevs av Malloch 1933. Tetanoceroides fulvithorax ingår i släktet Tetanoceroides och familjen kärrflugor. Inga underarter finns listade i Catalogue of Life.